# Караджа, Борис
Борис Караджа (рум. Boris Caragea; 24 января 1906, Балчик, Княжество Болгария — 8 августа 1982, Бухарест) — румынский скульптор-монументалист, Заслуженный деятель искусств Румынии (1951), член-корреспондент Румынской Академии. Лауреат Государственной премии Румынии (1950, 1953).
Окончил Школу изящных искусств в Бухаресте (1932). Профессор института изобразительных искусств в Бухаресте. Автор памятников Советскому воину-освободителю в Яссах (1947) и В. И. Ленину в Бухаресте (1960) — оба бронза, а также произведения станковой скульптуры («Встреча», 1950, «Победа», 1957, — оба бронза, Музей искусств СРР, Бухарест)
- Памятник В. Ленину в Бухаресте
- Памятник  Джордже Энеску в Бухаресте
- Лучник в Болгарии
- Фрагмент барельефа на фасаде Национальной оперы
- Фрагмент барельефа на фасаде Национальной оперы